# Jedlinka (Słowacja)
Jedlinka (rusiń. Ялинкa, Jałynka) – wieś (obec) na Słowacji położona w kraju preszowskim, w powiecie Bardejów. Pierwsze wzmianki o miejscowości pochodzą z roku 1567.
Według danych z dnia 31 grudnia 2016, wieś zamieszkiwało 86 osób, w tym 53 kobiety i 33 mężczyzn.
We wsi znajduje się dobrze zachowana drewniana greckokatolicka cerkiew pw. Opieki Bogarodzicy z 1763.  Należy do typu trójdzielnych cerkiewek łemkowskich. Poszczególne części nakryte dachami czterospadowymi, krytymi gontem i zwieńczonymi cebulastymi baniami. W jej wnętrzu zwraca uwagę doskonale zachowany rokokowy ikonostas – jeden z najlepiej zachowanych tej klasy zabytków na Słowacji.

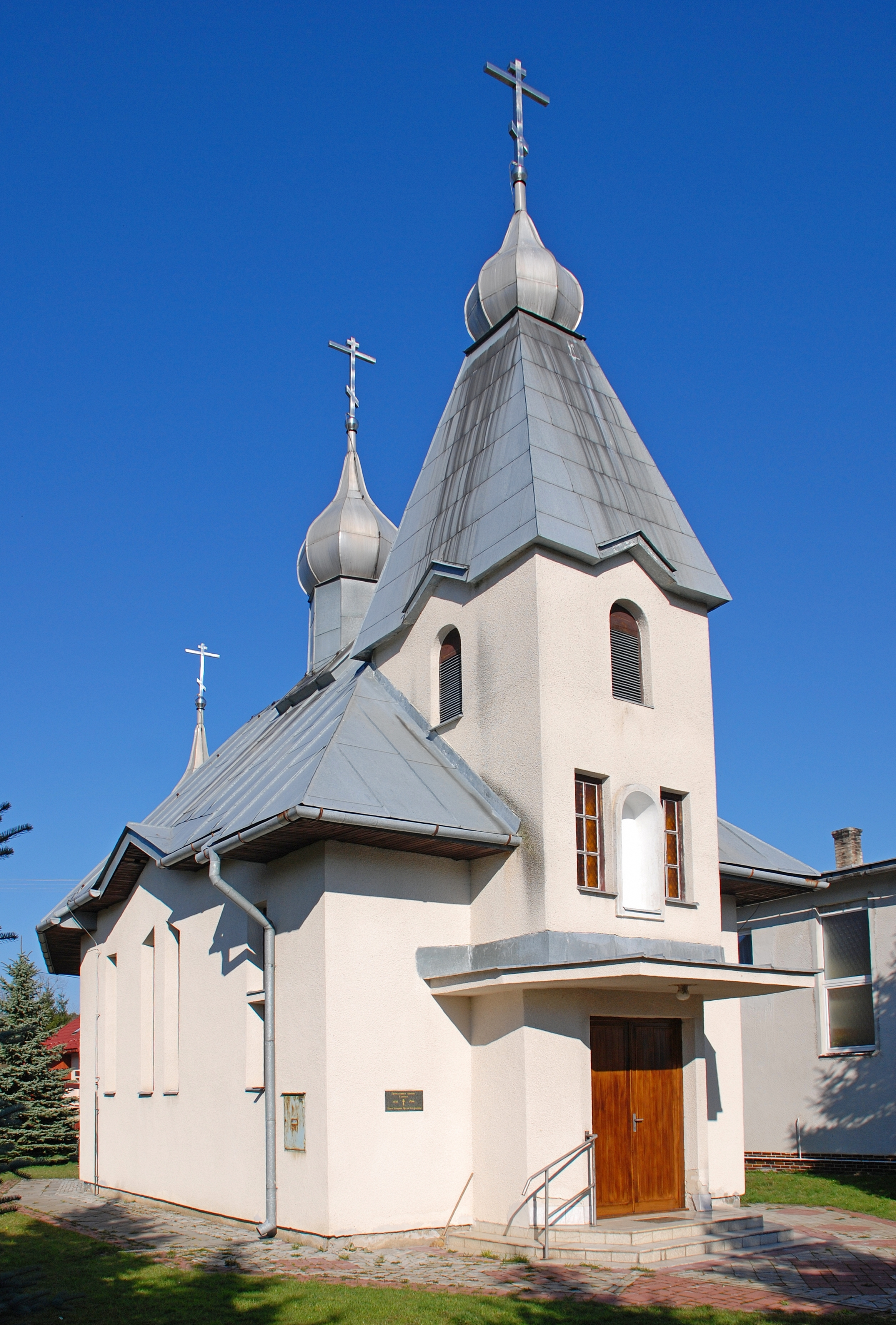
Parafialna cerkiew prawosławna